# Termoquímica
La termoquímica (derivado del griego thermos, que significa calor, y la química) consiste en el estudio de las transformaciones que sufre la energía calorífica en las reacciones químicas, y surge como una aplicación de la termodinámica en la química.
Frecuentemente podemos considerar que las reacciones químicas se producen a presión constante (atmósfera abierta, es decir, P=1 atm), o bien a volumen constante (el del receptáculo donde se estén realizando).
- Proceso a presión constante

El calor intercambiado en el proceso es equivalente a la variación de entalpía de la reacción.
Qp = ΔrH
- Proceso a volumen constante

El calor que se intercambia en estas condiciones equivale a la variación de energía interna de la reacción.
Qv = ΔrU

## Funciones de estados
Las funciones de estado son variables termodinámicas que ayudan a la sociedad ; son las siguientes:
- entalpía
- energía interna
- entropía
- entalpía libre
- presión
- volumen
- temperatura

## Ley de Hess
Germain Henry Hess (Ginebra, 1802-San Petersburgo, 1850) fue un fisicoquímico ruso de origen suizo que sentó las bases de la termodinámica actual. Trabajó fundamentalmente la química de gases, y enunció la ley que nos disponemos a comentar ahora:

En una reacción química expresada como la suma (o diferencia) algebraica de otras reacciones químicas, puesto que es función de estado, la entalpía de reacción global es también la suma (ó diferencia) algebraica de las entalpías de las otras reacciones.

Consideremos la reacción:
A {\displaystyle \rightarrow } B
Y supongamos la existencia de las siguientes reacciones intermedias, de {\displaystyle \Delta _{r}H_{T}^{\circ }} conocida:
A {\displaystyle \rightarrow } C
D {\displaystyle \rightarrow } C
D {\displaystyle \rightarrow } B
Vemos que podemos montar un ciclo termodinámico tal que, en vez de ir de A a B directamente, pasemos por todas las reacciones intermedias antes descritas:
A {\displaystyle \rightarrow } C {\displaystyle \leftarrow } D {\displaystyle \rightarrow } B
Como la entalpía es una función de estado, {\displaystyle \oint _{C}\mathrm {d} H=0}. 
El proceso no depende del camino, y, por lo tanto, es indiferente que la hagamos directamente o teniendo en cuenta las demás reacciones. 
Nótese que la reacción D {\displaystyle \rightarrow } C va en el sentido opuesto al que nos interesa para cerrar el ciclo. Por ello, debemos invertir la dirección del flujo energético para obtener la reacción que queremos, y eso se logra cambiando el signo de la variación entálpica. Es decir,
{\displaystyle \Delta _{\rm {r}}H_{C\rightarrow D}^{\circ }=-\Delta _{\rm {r}}H_{D\rightarrow C}^{\circ }}.
Teniendo esto en cuenta, la entalpía de la reacción que queremos será:

{\displaystyle \Delta _{\rm {r}}H_{A\rightarrow B}^{\circ }=\Delta _{\rm {r}}H_{A\rightarrow C}^{\circ }-\Delta _{\rm {r}}H_{D\rightarrow C}^{\circ }+\Delta _{\rm {r}}H_{D\rightarrow B}^{\circ }}

En ocasiones, deberemos multiplicar la entalpía de reacción de una de las intermediarias por algún coeficiente estequiométrico para que se cumpla la relación lineal entre las diferentes variaciones de entalpías.

## Usos
La termoquímica se presenta en múltiples disciplinas, siendo más común su aplicación en el campo industrial. Se encarga de explicar tanto fenómenos biológicos como de laboratorio. A modo de ejemplo, puede aplicarse para conocer la energía que «consumen» determinados seres vivos, haciendo uso de fórmulas químicas que describen reacciones características de estos.
Otra aplicación directa es conocer la cantidad de energía calórica que se libera al desencadenar la reacción química de un Termogel, dado por los efectos de la sobresaturación.